# Lorraine-Dietrich Type FX
Der Lorraine-Dietrich Type FX ist ein Rennwagen von 1907. Hersteller war Lorraine-Dietrich in Frankreich.

## Beschreibung
Vorgänger war der Type EX und Nachfolger der Type FR 2.
Der Motor entstand nach einer Lizenz von Turcat-Méry. Er ist ein Vierzylinder-Reihenmotor, der als T-Kopf-Motor ausgeführt ist. Jeweils zwei Zylinder sind paarweise zusammengegossen. 180 mm Bohrung und 170 mm Hub ergeben 17.303 cm³ Hubraum. Der Motor war damals in Frankreich steuerlich mit 120 CV eingestuft.
Der Motor ist vorn längs im Fahrgestell eingebaut. Er treibt über ein Vierganggetriebe und Ketten die Hinterräder an. Die Bremse wirkt zeittypisch nur auf die Hinterachse.
Die offene Karosserie als Phaeton bietet Platz für zwei Personen.
Im selben Jahr gab es außerdem mit dem Type I einen schwächer motorisierten Rennwagen.

## Renneinsätze
Am 2. Juli 1907 starteten Fernand Gabriel, Arthur Duray und Henri Rougier beim Großen Preis von Frankreich 1907. Am 2. September 1907 teilen dieselben drei Fahrer an der Coppa Velocita di Brescia teil. Henri Rougier gewann sowohl am 15. September 1907 ein Bergrennen am Mont Ventoux als auch am 22. September 1907 beim Course de côte de Pilat.
Charles Jarrott stellte im Januar 1908 auf der Rennstrecke von Brooklands einen Rekord über eine Strecke von 50 Meilen auf. Derselbe Fahrer startete am 1. Juni 1908 beim Rennen von Sankt Petersburg nach Moskau.